# Adrien Aron
Pour les articles homonymes, voir Aron.
Adrien Aron, né le 29 avril 1902 à Paris et mort le 30 novembre 1969 à Neuilly-sur-Seine, est un joueur de tennis et de bridge français, et un spécialiste de philatélie.

## Biographie
Adrien Aron est le frère ainé du philosophe Raymond Aron. Il est diplômé d'une licence de droit.
Pendant l'entre-deux-guerres, « élégant, il fréquentait les milieux riches des clubs de tennis et des clubs de jeu ; il incarnait parfaitement l'homme de plaisir, un type d'hommes que mon moi philosophique méprisait et que peut-être une partie de moi-même, à peine consciente, humiliée par sa légèreté souveraine, admirait ou enviait. », dira de lui son frère.

### Carrière tennistique
Il est décrit par Jean Samazeuilh comme « véritable machine à renvoyer la balle et caïman de la pire espèce ». Néanmoins, il ne parviendra pas à rivaliser avec les « Mousquetaires ». À la fin de l'année 1928, il est classé onzième joueur français par la fédération française de tennis. 
Il gagne le tournoi de Deauville trois fois. Il remporte la Coupe Porée en 1928, en battant Louis Géraud en finale.
Il participe à six reprises aux Internationaux de France entre 1925 et 1931. Il est notamment battu par le champion hongrois Béla von Kehrling en 1926 et par Patrick Spence en cinq manches en 1927.

### Carrière au bridge
À partir des années 1930, il se concentre sur le bridge, jeu dont il devient l'un des principaux spécialistes en France au même titre que Pierre Albarran.

### Philatélie
Après la guerre, il abandonne les raquettes et les cartes et se passionne pour la philatélie. Il publie en 1959 Les Secrets de la philatélie chez Calmann-Lévy.

## Œuvres
- Pierre Bellanger, Pierre Albarran, Adrien Aron et Sophoklís Venizélos, Bridge, les 102 donnes d'un grand match, Grasset, Paris, 1933.
- Adrien Aron et Jean Fayard, L'art du bridge, Arthème Fayard, Paris, 1938.
- Adrien Aron, Les Secrets de la philatélie, Calmann-Levy, Paris, 1959.